# 傾いた道しるべ
「傾いた道しるべ」（かたむいたみちしるべ）は、1975年10月25日発売の布施明のシングル曲である。

## 解説
- 1975年大晦日の「第17回日本レコード大賞」など数々のグランプリ受賞曲となった「シクラメンのかほり」に次ぐシングルで、シンガーソングライター・小椋佳が続いて作詞・作曲を担当。
- オリコンチャート上の売上枚数は35.1万枚を記録した[1]。

## 収録曲
1. 傾いた道しるべ
2. 鳥の背に
  - 両楽曲共、作詞・作曲：小椋佳、編曲：萩田光雄